# ペット大集合!ポチたま
『ペット大集合!ポチたま』（ペットだいしゅうごう!ポチたま）は、テレビ東京系列にて2000年10月20日から2010年3月26日まで毎週金曜夜7時から放送されていた日本のバラエティ番組（動物番組）。
また、BSジャパン→BSテレ東にて2010年4月6日から2019年3月26日まで放送された『ポチたまペットの旅』シリーズについてもここで述べる。

## 番組概要
まさお君が1歳の誕生日の2000年10月20日より放送開始。「ようこそ!ペットの国」以来3年半ぶりに復活、流れを組む動物バラエティである。人間と生活をともにしている犬や猫を中心とした愛玩動物（ペット）を主に紹介し、それらロケの様子をスタジオで司会の峰竜太や柴田理恵、その他の出演者がVTRを通して見る趣向が基本的な番組構成となっている。日本国内でのロケが多いが、海外のペット事情も紹介することがある（放送時間の拡大時に多い）。ロケの中でも特に、松本秀樹と「旅犬」が全国を旅する「ポチたまペットの旅」が番組の看板コーナーだった。テレビ東京系列各局やBSジャパン（当時）のほか、放送時間が異なるものの独立UHF局をはじめ、全国で放送されていた。また、CSアニマルプラネットや、アメリカNHKワールドTVでも放送。ハイビジョン制作・一部放送局のみ字幕放送。地上デジタル放送において連動データ放送を実施（ただし、2008年9月19日の生放送スペシャルは字幕放送とともに実施なし）。
2010年3月26日の2時間スペシャルをもってレギュラー放送は終了。その後も「ポチたまペットの旅」コーナーのみは、単独番組としてBSジャパン→BSテレ東にて放送が継続された（詳細は、下記「#BSジャパン→BSテレ東・ポチたまペットの旅」項を参照）。『ポチたま』が放送されていた枠では、終了から1年半後『〜どうぶつ冒険バラエティ〜ワンダ!』が放送開始され、再び動物バラエティ番組となっている。

## 主なコーナー

### ポチたまペットの旅
番組開始当初からの人気コーナー。「おもしろペット」（ユニークな芸や癖をする犬や猫）を探しに、「旅犬」（ラブラドール・レトリバー）と、タレント・松本秀樹が日本全国を旅するもの。原則的には行く先々で出逢ったペットたちを二人（松本と旅犬）がリポートするが、番組側が事前に連絡を入れてから会いに行くこともある。構成の一人・新田英生による企画、構成。
旅人は若手芸人が集められたオーディションが行われ、参加者で唯一関西弁だった松本が犬との漫才コンビのツッコミ役として抜擢される。このオーディションには、無名だった森三中、バカリズム、いつもここからなども参加していた。
松本は番組開始当初は犬の知識は皆無だったが、このコーナー出演をきっかけにドッグアドバイザーなど犬に関する資格を4つ取得している。
2012年6月には、このコーナーを題材にした映画『LOVE まさお君が行く!』が劇場公開された（詳細は「まさお君#映画」項を参照）。

#### まさお君が行く!!ポチたまペットの旅
初代旅犬・まさお君と松本秀樹が出演。
このコーナーのオープニングBGMはNTV『巨泉・前武ゲバゲバ90分!』のオープニング曲が使われた。
2004年6月の鳥取県への訪問で、47都道府県全てを踏破した。
2004年12月、番組で公募したまさお君の「お相手」となるダイアン（ブラックラブラドール・レトリバー）とお見合いし「結婚」。後にダイアンは7匹の子犬を出産。末っ子の子犬に「だいすけ君」と命名した。
台湾でもまさお君がテレビで放送され人気があり、2005年4月には一度だけの海外遠征に出掛けた。中正国際空港（現・台湾桃園国際空港）に着くと、報道陣や現地アイドルの歓迎を受けた。また、台湾のペット情報番組にゲスト出演した。台北市と台南市の公園でいつものようにペット捜索をしようとすると、大勢の地元ファンとペットたちに囲まれる人気だった。台湾では「まさお君」を「雅夫（ヤーフー）」と呼ぶという。
2006年10月13日放送の2時間スペシャルにて、まさお君が最後の旅を完了し、ゴール地点のテレビ東京本社到着をもって引退した。6年間の出演であった。テレビ東京社長より動物では初だとする「感謝状」と骨ガムが贈呈され、番組からは「まさお君専用ログハウス」をスタジオ内に建てる演出がなされた。引退後は息子のだいすけ君が「二代目旅犬」を襲名した。
まさお君は2ヶ月後の同年12月9日に悪性リンパ腫消化管型により病死（7歳）。12月15日放送のポチたまでの訃報に、司会の峰・柴田とともに出演した松本は、テレビ東京の本社スタジオから、まさお君に感謝のメッセージを送った。12月29日の年末スペシャルでは、最後にまさお君の追悼コーナーを設け、松本との出会いから、最後の旅で秋田にいるまさお君の母親エリーに逢いに行くまでの総集編を放送した。
訃報後最初の週末となった12月16日、12月17日の両日、午前10時から午後5時までの期間限定で、テレビ東京正面玄関前には献花台が設けられ、2日間でおよそ6,700人のファンが訪れた。彼が身に着けていた赤いバンダナが付いた遺影と遺骨の周りには、花束や子供たちからの似顔絵が飾られた。

#### だいすけ君が行く!!ポチたまペットの旅
引退したまさお君からバトンタッチを受け、息子のだいすけ君が「二代目旅犬」を襲名。新たな旅が始まった。
本コーナーのオープニングに流れている曲は朝日放送 (ABC)『三枝の国盗りゲーム』のテーマ曲である。
名古屋市内で初めて溝に落ちた（まさお君が初めて溝に落ちたところも似たような所）。映像を比べると溝に落ちた時の足、格好まで同じだった。
2006年12月に北海道函館市の朝市を訪れた際、台湾からの観光ツアー客から「だいすけ君!!」と呼ぶ声があり、松本がツアーコンダクターにインタビューすると、すでに「だいすけ編」も台湾のテレビで放送を開始したと答えた。台湾での「だいすけ君」の呼び名は「大介（タァチェー）」だという。
2007年春、だいすけ君も台湾へ初遠征。まさお君と同じく大歓迎を受け、松本も「日本じゃありえない！」と驚いていた。旅の途中、占い師の占いによれば、だいすけ君は「将来彼は父・まさお君を越える大物になるであろう」と言われた。
2007年9月放送の2時間スペシャルで訪問した秋田で、だいすけ君はエリー（まさお君の母親・だいすけ君の祖母）と対面した。

#### だいすけ君が行く!アメリカ横断5000kmの旅
通常の「ポチたまペットの旅」を休止して、松本とだいすけ君がアメリカ合衆国に滞在し、2008年10月から2009年2月までの5ヶ月間をかけて、西海岸のサンフランシスコから東海岸のニューヨークを目指し旅する企画。通称は、松坂大輔（レッドソックス投手）のアメリカでの愛称にちなみ「Dice-K in U.S.A.」。2008年9月19日の生放送スペシャルで出発を宣言し、2009年2月27日の生放送スペシャルで、ゴール地点のタイムズスクエアに到着する模様を放送した。

#### ポチたま芸能人ペットの旅
2週替わりでゲスト芸能人とその飼い犬が、松本とだいすけ君のコーナーと同様な旅をする企画。
| 放送期間            | 旅人                     | 旅犬                                                     | 旅した場所   |
| ------------------- | ------------------------ | -------------------------------------------------------- | ------------ |
| 2009年4月17日・24日 | 梶原雄太（キングコング） | まめ太（ミックス）                                       | 鎌倉市       |
| 2009年5月8日・15日  | 安田美沙子               | はんな（ビション・フリーゼ）                             | 伊豆高原     |
| 2009年5月22日・29日 | 笑福亭笑瓶               | サンゴ（トイ・プードル）                                 | 草津温泉     |
| 2009年6月5日・12日  | 南明奈                   | ちー（トイ・プードル）                                   | 浅草、代官山 |
| 2009年6月19日・26日 | アンガールズ             | キャンディ（ラブラドール・レトリバー、田中卓志の飼い犬） | 広島県       |
| 2009年7月24日・31日 | KABA.ちゃん              | ラン&フェア（ミニチュア・ダックスフント）                | 房総半島     |
| 2009年9月4日        | 狩野英孝                 | アル（ミックス）                                         | 青森県       |

### ナゾナゾ探偵団
2009年4月から開始した、だいすけ君と松本が出演する日帰りロケ企画（アメリカ横断から帰国後、だいすけ君は休養の為にしばらくの間、旅のコーナーへの出演を控えていた）。だいすけ君と松本が探偵の衣装をまとい、探偵役のだいすけ君と助手役の松本が動物に関する様々な調査を行うという内容（2009年7月24日は松本は出演せず、柴田が助手代行として出演）。

### だいすけ君マンスリーキャラバン
2009年10月から開始。アメリカ横断を終えてから旅の企画を休んでいた、だいすけ君と松本が、地方の島や集落に軽のキャンピングカーで滞在する旅企画。1ヶ月間ひとつの場所に滞在し、地元の住人たちと交流する。キャラバンの隊長はだいすけ君で、松本は隊員との設定。2009年10月9日からは岡山県真鍋島、12月25日からは大分県臼杵市、2010年3月5日から番組最終回までは東京都青ヶ島の模様を放送。

## 出演者

### 最終回時点の出演者
- 司会
  - 峰竜太
  - 柴田理恵
- アシスタント
  - 和希沙也（3代目）
  - 前田公輝（2008年7月 - ）
  - 戸谷公人（2008年7月 - ）
  - 滝口幸広（2008年7月 - ）
  - 前田、戸谷、滝口の三人は公式HP配信の『ポチたまフリートーク』のコーナーも担当する。
- マスコット犬
  - 2代目 ポチ（初代・ポチの孫。オールド・イングリッシュ・シープドッグ）
- マスコット猫
  - たま（スコティッシュフォールド）
- ナレーション
  - 犬山イヌコ ‐ エリー、ダイアン、エルフ、幼少期のだいすけ君などの声も担当。
  - 小倉久寛 - まさお君、成犬期のだいすけ君などの声も担当。また、後述にある映画『LOVE まさお君が行く!』のCMナレーションも担当。
  - バッキー木場 - 拡大版のみ出演
  - 大江吉史 - 「ブサかわペット選手権」のみ出演
- マンスリーキャラバン
  - 松本秀樹
  - だいすけ君（二代目旅犬。まさお君の息子。ラブラドール・レトリーバー）
- 海外レポーター（ポチたまザ・ワールド） - 拡大版のみ出演
  - 遠藤久美子
  - 菊池麻衣子
  - 英玲奈
  - 金田美香
  - 中森友香
  - 水野裕子
  - 2009年1月16日はアメリカSPだったため峰と和希のみ登場した

### 過去の出演
- アシスタント
  - 来栖あつこ（初代）
  - 石垣佑磨（同上）
  - 野村恵里（2代目）
  - 木村了（同上、2004年 - 2008年6月）
- マスコット犬
  - まさお君（初代旅犬。ラブラドール・レトリーバー。2006年10月に旅犬を引退）
  - ネロ君（第1回「アイドル犬コンテスト」グランプリ犬、チワワとミニチュアダックスのミックス）
- ナレーション
  - 奥田民義 - 「我が家に仔犬がやって来た・レオン編」のみ出演。

## スタッフ
- 構成 : 新田英生、折戸泰二郎
- 獣医ブレーン : 佐草一優
- リサーチ : オハナカンパニー、CUBE
- 技術 : 近藤剛史（テレビ東京）
- カメラ : 藤本茂樹（テクノマックス）
- 映像調整 : 杉山博紀（テクノマックス）
- 音声 : 大津幹弘（テレビ東京）
- 照明 : 永瀬政行
- 美術 : 三浦良文
- 美術進行 : 野本和広
- CG : スタジオ美峰
- イラスト : 加藤麻依子
- VTR編集 : 土屋初枝（axis）
- MA : 大矢研二（テクノマックス）
- 音響効果 : 稲村龍一郎
- TK : 田尾紫織
- 番組宣伝 : 渡邊聖子（テレビ東京）
- 取材ディレクター : 田畑美路子（テレビ東京）、坂井朋子（スーパーテレビジョン）、中島敏弘・福井亮一・本橋由美子・田辺純平（ZIPPY）
- ディレクター : 清水昇・林祐輔（テレビ東京）
- 取材プロデューサー : 小幡真万（ZIPPY）、百々紀子・金澤豊・中川健太郎（スーパーテレビジョン）
- プロデューサー : 高瀬義和（テレビ東京）
- 協力 : ZOO動物プロ
- 取材制作協力 : ZIPPY、スーパーテレビジョン
- 製作著作 : テレビ東京

### 過去のスタッフ
- チーフプロデューサー : 近藤正人
- プロデューサー :深谷守、 加藤正敏・重定菜子
- ディレクター : 岡田英吉、山崎圭介
- AD : 桑原宏次
- 番組宣伝 : 末崎素子
- 構成 : 桜井慎一

## 放送局

### レギュラー放送
| 放送対象地域   | 放送局             | 系列局         | 放送日時                             | 備考 |
| -------------- | ------------------ | -------------- | ------------------------------------ | --- |
| 関東広域圏     | テレビ東京         | テレビ東京系列 | 金曜 19:00 - 19:54 2010年3月26日終了 | 【制作局】                                                                                              |
| 北海道         | テレビ北海道       | テレビ東京系列 | 金曜 19:00 - 19:54 2010年3月26日終了 | 同時ネット                                                                                              |
| 愛知県         | テレビ愛知         | テレビ東京系列 | 金曜 19:00 - 19:54 2010年3月26日終了 | 同時ネット                                                                                              |
| 大阪府         | テレビ大阪         | テレビ東京系列 | 金曜 19:00 - 19:54 2010年3月26日終了 | 同時ネット                                                                                              |
| 岡山県・香川県 | テレビせとうち     | テレビ東京系列 | 金曜 19:00 - 19:54 2010年3月26日終了 | 同時ネット                                                                                              |
| 福岡県         | TVQ九州放送        | テレビ東京系列 | 金曜 19:00 - 19:54 2010年3月26日終了 | 同時ネット                                                                                              |
| 岐阜県         | 岐阜放送           | JAITS          | 金曜 19:00 - 19:54 2010年3月26日終了 | 同時ネット                                                                                              |
| 滋賀県         | びわ湖放送         | JAITS          | 金曜 19:00 - 19:54 2010年3月26日終了 | 同時ネット                                                                                              |
| 奈良県         | 奈良テレビ         | JAITS          | 金曜 19:00 - 19:54 2010年3月26日終了 | 同時ネット                                                                                              |
| 岩手県         | 岩手めんこいテレビ | フジテレビ系列 | 日曜 12:00 - 12:55                   | |
| 秋田県         | 秋田放送           | 日本テレビ系列 | 日曜 12:00 - 12:55                   | |
| 山形県         | 山形放送           | 日本テレビ系列 | 日曜 12:00 - 12:55                   | |
| 宮城県         | 東北放送           | TBS系列        | 土曜 10:30 - 11:25                   | 2010年10月より土曜16:00 - 17:00に再放送。 2011年4月より土曜14:00 - 15:00に変更。2011年5月をもって終了。 |
| 福島県         | 福島放送           | テレビ朝日系列 | 日曜 16:25 - 17:25                   | |
| 新潟県         | 新潟放送           | TBS系列        | 日曜 14:00 - 14:54                   | |
| 長野県         | 信越放送           | TBS系列        | 土曜 14:05 - 15:00                   | 15日遅れ                                                                                                |
| 石川県         | 石川テレビ         | フジテレビ系列 | 土曜 16:30 - 17:25                   | 15日遅れ                                                                                                |
| 福井県         | 福井テレビ         | フジテレビ系列 | 日曜 13:00 - 13:54                   | |
| 静岡県         | 静岡第一テレビ     | 日本テレビ系列 | 土曜 16:00 - 16:55                   | |
| 三重県         | 三重テレビ         | JAITS          | 金曜 19:00 - 19:55                   | 遅れネット                                                                                              |
| 和歌山県       | テレビ和歌山       | JAITS          | 水曜 19:00 - 19:55                   | |
| 島根県・鳥取県 | 山陰中央テレビ     | フジテレビ系列 | 土曜 15:00 - 15:55                   | |
| 広島県         | 広島テレビ         | 日本テレビ系列 | 日曜 12:35 - 13:30                   | 水曜 15:53 - 16:48に再放送あり（2008年10月から）                                                        |
| 山口県         | テレビ山口         | TBS系列        | 月曜 14:55 - 15:50                   | 再放送。2010年9月までは水曜 15:55 - 16:50に、本放送を放送していた。                                     |
| 徳島県         | 四国放送           | 日本テレビ系列 | 日曜 15:00 - 15:55                   | 放送休止や時間変更となるケースが多い                                                                    |
| 愛媛県         | テレビ愛媛         | フジテレビ系列 | 金曜 14:05 - 15:00                   | |
| 高知県         | 高知放送           | 日本テレビ系列 | 火曜 16:00 - 16:53                   | |
| 長崎県         | 長崎国際テレビ     | 日本テレビ系列 | 火曜 15:55 - 16:52                   | 4ヶ月半遅れ                                                                                             |
| 熊本県         | くまもと県民テレビ | 日本テレビ系列 | 水曜 15:50 - 16:45                   | 2010年3月まで土曜 9:30 - 10:25                                                                          |
| 大分県         | 大分朝日放送       | テレビ朝日系列 | 土曜 13:00 - 13:55                   | 時間変更となるケースが多い                                                                              |
| 宮崎県         | 宮崎放送           | TBS系列        | 土曜 9:45 - 10:39                    | 2008年3月まで土曜 9:30 - 10:25 2008年4月 - 2009年3月 土曜 10:30 - 11:24                                 |
| 鹿児島県       | 鹿児島放送         | テレビ朝日系列 | 日曜 16:20 - 17:15                   | |
| 沖縄県         | 沖縄テレビ         | フジテレビ系列 | 金曜 14:05 - 15:00                   | |
| 全国           | BSジャパン         | BSデジタル放送 | 月曜 19:00 - 19:55                   | 2010年4月5日以降は過去の再放送                                                                          |
| 全国           | アニマルプラネット | CS放送         |                                      | |
| アメリカ       | テレビジャパン     | NHKワールドTV  |                                      | 約1年遅れ                                                                                               |

#### 過去の放送局
- 北日本放送（日本テレビ系列）→チューリップテレビ（TBS系列）→富山テレビ（フジテレビ系列）（いずれも途中打ち切り。放送された地域に民放が1局しかなかった徳島県と佐賀県を除けば、富山県は全国で唯一全民放局で放送実績を持つ事になる）
- テレビ長崎（フジテレビ系列）（途中で打ち切り、長崎国際テレビへ移行）
- テレビ高知（TBS系列）→高知放送（日本テレビ系列）
- サガテレビ（フジテレビ系列）（途中打ち切り）

#### 備考
- 遅れ放送の岩手めんこいテレビ、山形放送、広島テレビ（途中まで）では、司会の峰竜太が『アッコにおまかせ!』（TBS系列のIBC岩手放送、テレビユー山形、中国放送）と同時出演となっていた。

## BSジャパン→BSテレ東・ポチたまペットの旅
『ポチたま』から「ポチたまペットの旅」コーナーを単独番組として独立させ、BSテレ東で毎週火曜日の19:00 - 20:00に放送されている後続番組シリーズ。以前は毎週水曜日の20:00 - 20:54に放送されていた。かつてはテレビ東京系地上波各局でも放送されていた。
『ポチたま』ではモノラル制作（モノステレオ放送）だったが、本番組よりステレオ制作（フルステレオ放送）となった。

### だいすけ君が行く!!ポチたま新ペットの旅
2010年4月6日からBSジャパン（当時）にて火曜 20:00 - 21:00の放送枠で、『だいすけ君が行く!!ポチたま新ペットの旅』の番組名で放送開始し、2011年4月から水曜20時台に移動した。またTXN系列の地上波各局でも、2010年4月15日から9月30日までは毎週木曜11:30 - 12:27に、2010年10月8日から2011年4月1日までは毎週金曜11:30 - 12:25に、それぞれ全国ネットの『グッドチャンネル』枠で放送されていた。テレビ東京を除くTXN系列5局では、テレビ東京における『ランチチャンネル』への放送時間変更に伴い、テレビ愛知は2011年4月21日から木曜 12:00 - 12:55に放送時間が変更され、テレビ大阪は2011年4月1日で一旦終了し3ヵ月後の7月1日から放送を再開している（残るTXN系列の、テレビ北海道、テレビせとうち、TVQ九州放送は2011年4月1日を以って終了）。
2011年11月29日、だいすけ君は番組収録で滞在していた神奈川県小田原市で体調を崩し、動物病院で診察を受けたところ、胃捻転が確認されたため緊急手術を受けたが、術後に容態が急変し、同日午前9時過ぎに亡くなった（6歳）。
2012年1月4日までは、既に収録済みだっただいすけ君のロケのストックを放送。それ以降の番組の先行きについては、1月9日の番組公式ツイッターと1月10日の松本秀樹のブログにて、タイトルや内容は未定としながらも番組の継続が明らかにされた。1月11日は「だいすけ君追悼スペシャル」として2時間編成の特別番組となり、だいすけ君が亡くなった「小田原の旅」のロケVTRも放送された。その翌週から2月29日までは「だいすけ君メモリアル」として再放送企画となった。

### ポチたまペットの旅
2012年3月7日より番組名が『ポチたまペットの旅』へと改められた。「三代目旅犬」に、まさお君やだいすけ君の親戚筋に誕生した子犬達を候補としており、子犬達が旅を出来るくらいに成長するまでの間の「臨時旅犬」として、だいすけ君の兄弟の翼（オス）、エルフ（メス）、ロック（オス）と、映画『LOVE まさお君が行く!』でまさお役を務めたラブ（オス）が、交代で番組に出演した。
4月18日の放送にて、3代目旅犬に選ばれた子犬、通称「しろ君」が初披露された。4月25日の放送では、迎えに来た松本とともに、母犬の元を離れ上京する様子が放送され、5月2日の放送で、松本によって「しろ君」を「まさはる君」と命名したことが発表された。
TXN系列のうち、テレビ愛知は2012年3月29日をもって打ち切り、テレビ北海道は2012年4月7日から1年ぶりに放送を再開している。

### まさはる君が行く!ポチたまペットの旅→まさはる君が行く!ポチたまペット大集合
2012年6月6日からは、番組名が『まさはる君が行く!ポチたまペットの旅』に改題され、まさはる君が三代目旅犬として正式にデビューした。
またこの放送から不定期でミグノンの取材や2017年からは盲導犬ストーリーも追加された。
TXN系列のうち、テレビ東京は2015年3月27日を以って打ち切られたが、共同制作は継続する。2013年11月以降は『金曜8時のドラマ』作品の再放送を放送する場合があったため、『金曜8時のドラマ』作品の再放送の間に1ヶ月間のみ放送されるという不定期放送状態となっていた他、2014年10月3日からは10分繰り下げられた。
テレビせとうちは2012年7月7日から1年3ヶ月ぶりに放送を再開したが、2012年12月22日に再度打ち切られた。また、TVQ九州放送は2013年4月7日から2年ぶりに放送を再開したものの、2013年9月29日に再度打ち切られた。テレビ大阪も2014年9月に、テレビ北海道も2015年9月25日にそれぞれ再度打ち切られた。これにより、テレビ東京系地上波各局でのネットは終了したが、テレビ大阪のみ2019年から不定期放送が再開したが、再度打ち切られた。打ち切られた時期は不明。
2019年3月26日の放送をもってレギュラー放送を終了したが、その後も不定期ながらスペシャル番組という形で放送を続けている。
まさはる君は2023年3月19日に死亡し、同年5月6日特集番組「ポチたま『バイバイ3代目旅犬まさはる君！笑ってありがとうSP』名珍場面大放出！」が放送された。内容は、兄弟犬たちと育った子犬時代から始めて、過去を振り返るもの。松本秀樹、小倉久寛、犬山イヌコが出演した。

### 主題歌
- 『笑顔のうた』
  - 作詞 : 渡辺なつみ、作曲 : DON-9、編曲 : 三浦一年
  - 唄 : だいすけ君と松本君 Suppotingハル&チッチ歌族
  - 発売日 : 2010年12月22日
  - レーベル : 日本コロムビア、ASIN: B004717GDC
  - ディスク枚数 : 2枚（CD+DVD）
- 『ポチポチポチッと☆あいのうた』
  - 作詞 : 渡辺なつみ、作曲 : DON-9、編曲 : 三浦一年
  - 唄 : ハル&チッチ歌族 featuring松本君
  - 発売日 : 2012年6月20日
  - レーベル : 日本コロムビア
  - ディスク枚数 : 2枚（CD+DVD）
- 『歩いて行こう!』
  - 作詞：末永華子、作曲・編曲：北川勝利
  - 唄：末永華子With松本君&まさはる君
  - 発売日：2017年7月5日
  - レーベル：ポリスターレコード
  - ディスク枚数：2枚（CD+DVD）

### 放送局
| 放送対象地域 | 放送局       | 系列           | 放送日時                                       | 備考                                    |
| ------------ | ------------ | -------------- | ---------------------------------------------- | --------------------------------------- |
| 全国         | BSテレ東     | BSデジタル放送 | 火曜 19:00 - 20:00 火曜18:00 - 19:00【再放送】 | 共同制作局 2010年4月6日 - 2019年3月26日 |
| 宮崎県       | 宮崎放送     | TBS系列        | 日曜 10:30 - 11:30                             | 2011年3月20日 - 2019年5月5日            |
| 三重県       | 三重テレビ   | JAITS          | 木曜 19:00 - 19:55                             | 2010年6月11日 - 時期不明                |
| 滋賀県       | びわ湖放送   | JAITS          | 土曜 12:30 - 13:25                             | 時期不明                                |
| 奈良県       | 奈良テレビ   | JAITS          | 水曜 8:30 - 9:25                               | 2010年4月28日 - 2019年5月8日            |
| 和歌山県     | テレビ和歌山 | JAITS          | 土曜 12:00 - 12:55                             | 2010年4月29日 - 時期不明                |
| 京都府       | KBS京都      | JAITS          | 月曜 21:00 - 21:54                             | 2019年1月21日 -6月17日                  |

#### 過去の放送局
| 放送対象地域   | 放送局             | 系列           | 放送期間                                                                                               |
| -------------- | ------------------ | -------------- | --- |
| 関東広域圏     | テレビ東京         | テレビ東京系列 | 共同制作局 2010年4月15日 - 2015年3月27日                                                               |
| 愛知県         | テレビ愛知         | テレビ東京系列 | 2010年4月15日 - 2012年3月29日                                                                          |
| 大阪府         | テレビ大阪         | テレビ東京系列 | 2010年4月15日 - 2011年4月1日 2011年7月1日 - 2014年9月、2018年12月24日 2019年1月3日、2019年4月30~5月6日 |
| 岡山県・香川県 | テレビせとうち     | テレビ東京系列 | 2010年4月15日 - 2011年4月1日 2012年7月7日 - 2012年12月22日                                             |
| 福岡県         | TVQ九州放送        | テレビ東京系列 | 2010年4月15日 - 2011年4月1日 2013年4月7日 - 9月29日                                                    |
| 北海道         | テレビ北海道       | テレビ東京系列 | 2010年4月15日 - 2011年4月1日 2012年4月7日-2015年9月25日                                                |
| 広島県         | 中国放送           | TBS系列        | 2013年4月1日 - 9月23日                                                                                 |
| 高知県         | 高知放送           | 日本テレビ系列 | 2012年9月11日 - 2013年3月26日                                                                          |
| 島根県・鳥取県 | 山陰中央テレビ     | フジテレビ系列 | 2010年6月19日 - 2011年3月5日                                                                           |
| 宮城県         | 東北放送           | TBS系列        | 2010年5月15日 - 2012年10月13日                                                                         |
| 新潟県         | 新潟放送           | TBS系列        | 2010年5月 - 2015年3月                                                                                  |
| 静岡県         | 静岡第一テレビ     | 日本テレビ系列 | 2010年7月1日 - 打ち切り時期不明                                                                        |
| 福島県         | 福島中央テレビ     | 日本テレビ系列 | 2015年3月打ち切り                                                                                      |
| 岩手県         | 岩手めんこいテレビ | フジテレビ系列 | 2010年7月4日 - 2015年4月12日                                                                           |
| 大分県         | 大分朝日放送       | テレビ朝日系列 | - 2015年9月26日                                                                                        |
| 沖縄県         | 琉球朝日放送       | テレビ朝日系列 | （不明）- 2015年3月                                                                                    |
| 石川県         | 石川テレビ         | フジテレビ系列 | 2010年5月8日 - 2016年3月26日                                                                           |